# Arnold Classic

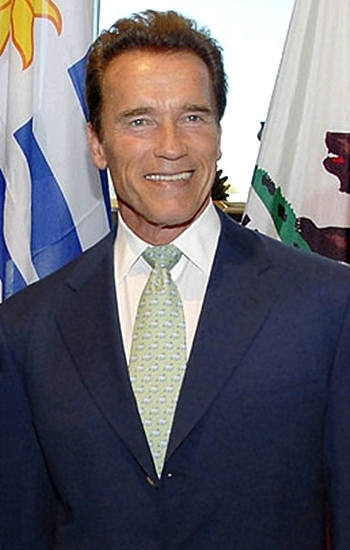
Arnold Schwarzenegger, ideatore della competizione

L'Arnold Classic, conosciuto oggi anche come Arnold Sports Festival è un evento incentrato sul culturismo che si tiene ogni anno tra febbraio e marzo a Columbus (Ohio), negli Stati Uniti d'America.
Da alcuni anni si svolgono eventi con il nome di Arnold Classic anche in Spagna per l'Arnold Classic Europe a settembre, solitamente una settimana dopo il Mr.Olympia. A Rio de Janeiro per l'Arnold Classic South America ad aprile, a Melbourne per l'Arnold Classic Australia a marzo e dal 2016 si svolge l'Arnold Classic Africa a Gauteng nel mese di maggio e l'Arnold Classic Asia ad Hong Kong ad agosto. Dal 2021 si svolge anche un Arnold Classic UK nel Regno Unito.
Ideato da Arnold Schwarzenegger nel 1989, l'evento è ben presto diventato tra i più importanti appuntamenti al mondo, tanto da venire considerato come seconda competizione di culturismo più importante, dopo il Mr. Olympia.
Il primo classificato riceve 130.000 $, un Hummer e un orologio Audemars Piguet. Riceve invece 75.000 $ il secondo e 50.000 $ il terzo.
L'Arnold Classic comprende anche quattro competizioni per donne: Women's Physique, Fitness International, Figure International e Bikini International. Esisteva fino al 2014 la competizione Ms International per le donne, che è poi stata sostituita con la categoria più soft Women's Physique. Nello stesso anno è stato introdotto anche l'Arnold Classic 212 per atleti uomini sotto le 212 libbre (circa 96 kg). Sempre per gli uomini, nel 2015 è stata introdotta la categoria Men's Physique mentre nel 2018 quella Classic Physique.
Nel corso dei festival, oltre alle gare di culturismo dove vi è anche la categoria amatoriale, sono previste esibizioni e gare di altri sport come Powerlifting, Strongman, Braccio di Ferro, MMA, Boxe e altri.
Durante l'evento si svolge anche l'expo, la fiera degli sponsor della manifestazione dove vengono proposte le novità in campo di integrazione alimentare sportiva e le innovazioni degli attrezzi per palestra.

## Arnold Classic USA IFBB Pro League

### Albo d'oro
| Anno | Arnold Classic    | Arnold Classic 212         | Men's Classic Physique     | Men's Physique                        | Ms. International                        | Fitness International    | Figure International                        | Bikini International | Wellness International | Women's Physique                        | Wheelchair Bodybuilding           |
| ---- | ----------------- | -------------------------- | -------------------------- | ------------------------------------- | ---------------------------------------- | ------------------------ | ------------------------------------------- | -------------------- | ---------------------- | --------------------------------------- | --------------------------------- |
| 1989 | Rich Gaspari      |                            |                            |                                       | Jackie Paisley                           |                          |                                             |                      |                        |                                         |                                   |
| 1990 | Mike Ashley       |                            |                            |                                       | Laura Creavalle                          |                          |                                             |                      |                        |                                         |                                   |
| 1991 | Shawn Ray         |                            |                            |                                       | Tonya Knight                             |                          |                                             |                      |                        |                                         |                                   |
| 1992 | Vince Taylor      |                            |                            |                                       | Anja Schreiner                           |                          |                                             |                      |                        |                                         |                                   |
| 1993 | Flex Wheeler      |                            |                            |                                       | Kim Chizevsky                            |                          |                                             |                      |                        |                                         |                                   |
| 1994 | Kevin Levrone     |                            |                            |                                       | Laura Creavalle                          |                          |                                             |                      |                        |                                         |                                   |
| 1995 | Mike Francois     |                            |                            |                                       | Laura Creavalle                          |                          |                                             |                      |                        |                                         |                                   |
| 1996 | Kevin Levrone     |                            |                            |                                       | Kim Chizevsky                            |                          |                                             |                      |                        |                                         |                                   |
| 1997 | Flex Wheeler      |                            |                            |                                       | Yolanda Hughes                           | Carol Semple-Marzetta    |                                             |                      |                        |                                         |                                   |
| 1998 | Flex Wheeler      |                            |                            |                                       | Yolanda Hughes                           | Susie Curry              |                                             |                      |                        |                                         |                                   |
| 1999 | Nasser El Sonbaty |                            |                            |                                       | Vickie Gates                             | Susie Curry              |                                             |                      |                        |                                         |                                   |
| 2000 | Flex Wheeler      |                            |                            |                                       | Vickie Gates                             | Kelly Ryan               |                                             |                      |                        |                                         |                                   |
| 2001 | Ronnie Coleman    |                            |                            |                                       | Vickie Gates                             | Jenny Worth              |                                             |                      |                        |                                         |                                   |
| 2002 | Jay Cutler        |                            |                            |                                       | Yaxeni Oriquen                           | Susie Curry              |                                             |                      |                        |                                         |                                   |
| 2003 | Jay Cutler        |                            |                            |                                       | Yaxeni Oriquen                           | Susie Curry              | Jenny Lynn                                  |                      |                        |                                         |                                   |
| 2004 | Jay Cutler        |                            |                            |                                       | Iris Kyle                                | Adela Garcia-Friedmansky | Jenny Lynn                                  |                      |                        |                                         |                                   |
| 2005 | Dexter Jackson    |                            |                            |                                       | Yaxeni Oriquen                           | Jen Hendershott          | Jenny Lynn                                  |                      |                        |                                         |                                   |
| 2006 | Dexter Jackson    |                            |                            |                                       | Iris Kyle                                | Adela Garcia             | Mary Elizabeth Lado                         |                      |                        |                                         |                                   |
| 2007 | Victor Martinez   |                            |                            |                                       | Iris Kyle                                | Kim Klein                | Mary Elizabeth Lado                         |                      |                        |                                         |                                   |
| 2008 | Dexter Jackson    |                            |                            |                                       | Yaxeni Oriquen                           | Kim Klein                | Gina Aliotti                                |                      |                        |                                         |                                   |
| 2009 | Kai Greene        |                            |                            |                                       | Iris Kyle                                | Jen Hendershott          | Zivile Raudoniene                           |                      |                        |                                         |                                   |
| 2010 | Kai Greene        |                            |                            |                                       | Iris Kyle                                | Adela Garcia             | Nicole Wilkins-Lee                          |                      |                        |                                         |                                   |
| 2011 | Branch Warren     |                            |                            |                                       | Iris Kyle                                | Adela Garcia             | Nicole Wilkins-Lee                          | Nicole Nagrani       |                        |                                         |                                   |
| 2012 | Branch Warren     |                            |                            |                                       | Iris Kyle                                | Adela Garcia             | Nicole Wilkins-Lee                          | Sonia Gonzalez       |                        |                                         |                                   |
| 2013 | Dexter Jackson    |                            |                            |                                       | Iris Kyle                                | Tanji Johnson            | Candice Keene                               | India Paulino        |                        |                                         |                                   |
| 2014 | Dennis Wolf       | James "Flex" Lewis         |                            |                                       | categoria Ms. International non presente | Oksana Grishina          | Candice Keene                               | Ashley Kaltwasser    |                        |                                         |                                   |
| 2015 | Dexter Jackson    | Jose Raymond               |                            | Sadik Hadzovic                        | categoria Ms. International non presente | Oksana Grishina          | Camala Rodriguez                            | Ashley Kaltwasser    |                        | Juliana Malacarne                       |                                   |
| 2016 | Kai Greene        | Hidetada Yamagishi         |                            | Brandon Hendrickson                   | categoria Ms. International non presente | Oksana Grishina          | Latorya Watts                               | India Paulino        |                        | Autumn Swansen                          | Harold Kelley                     |
| 2017 | Cedric McMillan   | Ahmad Ashkanani            |                            | Ryan Terry                            | categoria Ms. International non presente | Oksana Grishina          | Candice Lewis                               | Angelica Teixeira    |                        | Daniely Castilho                        | Harold Kelley                     |
| 2018 | William Bonac     | Kamal Elgargni             | Breon Ansley               | Andre Ferguson                        | categoria Ms. International non presente | Whitney Jones            | Candice Lewis                               | Angelica Teixeira    |                        | Shanique Grant                          | Harold Kelley                     |
| 2019 | Brandon Curry     | categoria 212 non presente | George Peterson            | Andre Ferguson                        | categoria Ms. International non presente | Ryall Graber             | Cydney Gillon                               | Janet Layug          |                        | Natalia Abraham Coelho                  | Harold Kelley                     |
| 2020 | William Bonac     | categoria 212 non presente | Alex Cambronero            | Andre Ferguson                        | categoria Ms. International non presente | Missy Truscott           | Natalia Soltero                             | Elisa Pecini         |                        | Natalia Abraham Coelho                  | Harold Kelley                     |
| 2021 | Nicholas Walker   | categoria 212 non presente | Terrence Ruffin            | categoria Men's Physique non presente | categoria Ms. International non presente | Missy Truscott           | categoria Figure International non presente | Jennifer Dorie       |                        | categoria Women's Physique non presente | categoria Wheelchair non presente |
| 2022 | Brandon Curry     | categoria 212 non presente | Terrence Ruffin            | Erin Banks                            | categoria Ms. International non presente | Ariel Khadr              | Cydney Gillon                               | Lauralie Chapados    | Isabelle Nunes         | categoria Women's Physique non presente | Gabriele Andriulli                |
| 2023 | Samson Dauda      | categoria 212 non presente | Ramon “Dino” Rocha Querioz | Erin Banks                            | categoria Ms. International non presente | Ariel Khadr              |                                             | Lauralie Chapados    | Kassandra Gillis       | categoria Women's Physique non presente | Harold Kelley                     |
| 2024 | Hadi Choopan      |                            | Wesley Vissers             | Diogo Montenegro                      |                                          | Ariel Khadr              |                                             | Lauralie Chapados    | Francielle Mattos      |                                         | Rajesh John                       |

### Statistiche e record
- Gli unici atleti che sono riusciti a trionfare, nello stesso anno, sia all' Arnold Classic sia al Mr. Olympia sono Ronnie Coleman (nel 2001), Dexter Jackson (nel 2008) e Brandon Curry (nel 2019). Considerando invece le vittorie in assoluto, a questa lista si aggiungono Jay Cutler, Hadi Choopan e Samson Dauda in quanto sono riusciti a trionfare almeno una volta in entrambe le competizioni.
- Dexter Jackson detiene il record per il maggior numero di Arnold Classic vinti (5).
- Nicholas Walker è l’unico atleta ad aver vinto l’Arnold Classic al debutto (se si esclude Rich Gaspari nella prima edizione), nonché il più giovane, avendo trionfato a soli 26 anni (nel 2021).
- Iris Kyle è stata l'unica donna ad aver vinto per ben 8 volte Ms. International fino al suo ritiro dalle gare.

## Arnold Classic Australia IFBB Pro League

### Albo d'oro
| Anno | Men's Bodybuilding (Open) | Figure                   | Bikini            | Fitness           |
| ---- | ------------------------- | ------------------------ | ----------------- | ----------------- |
| 2015 | Dexter Jackson            | Camala Rodriguez-McClure | Janet Layug       |                   |
| 2016 | Kai Greene                | Latorya Watts            | India Paulino     | Oksana Grishina   |
| 2017 | Brandon Curry             | Candice Lewis            | Angelica Teixeira | Oksana Grishina   |
| 2018 | Roelly Winklaar           | Candice Lewis            | Angelica Teixeira | Kate Errington    |
| 2019 | William Bonac             | Jessica Reyes Padilla    | Janet Layug       | Ryall Graber      |
| 2020 | evento non svolto         | evento non svolto        | evento non svolto | evento non svolto |

## Arnold Classic UK IFBB Pro League
Dal 2021 si svolge anche un evento Arnold Classic nel Regno Unito. Questo festival nasce da una partnership tra Arnold Schwarzenegger e i britannici Stephen Olexy ed Eddie Hall (World’s Strongest Man nel 2017), i quali hanno fortemente voluto portare il festival in Inghilterra. La prima edizione si è tenuta a Birmingham nei primi tre giorni di ottobre, in cui si sono svolte gare di strongman, bodybuilding, powerlifting, X-Fit, MMA, pugilato, ginnastica, cheerleading, braccio di ferro, danza e vari altri sport.

### Albo d'oro
| Anno | Men's Bodybuilding (Open) | Men's Classic Physique | Men's Physique | Women's Bikini    | Women's Fitness |
| ---- | ------------------------- | ---------------------- | -------------- | ----------------- | --------------- |
| 2021 | Nathan DeAsha             | Michael Daboul         | Ryan Terry     | Phoebe Hagan      | Shelly Mensah   |
| 2022 | Chinedu Andrew Obiekea    | Michael Daboul         | Ali Bilal      | Ashley Kaltwasser | Terra Plum      |

## Arnold Classic Europe IFBB Elite Pro
Dopo la separazione avvenuta nel 2017 tra le due principali federazioni di culturismo, ovvero la IFBB Pro League e la IFBB Elite Pro, gli atleti che possono partecipare all' Arnold Classic Europe sono esclusivamente quelli facenti parte dell'ultima federazione citata. Prima di questo avvenimento anche gli atleti della IFBB Pro League potevano prendere parte alla gara.

### Albo d'oro
| Anno | Men's Bodybuilding (Open) | Women's Fitness   | Men's Pysique     |
| ---- | ------------------------- | ----------------- | ----------------- |
| 2011 | Victor Martinez           | Tanji Johnson     |                   |
| 2012 | Shawn Rhoden              | Erin Stern        |                   |
| 2013 | Phil Heath                | Tanji Johnson     |                   |
| 2014 | Dennis Wolf               | Oksana Grishina   |                   |
| 2015 | Dexter Jackson            | Oksana Grishina   |                   |
| 2016 | Dexter Jackson            | Oksana Grishina   |                   |
| 2017 | Mamdouh Elssbiay          |                   | Ondrej Kmostak    |
| 2018 | Michal Krizanek           | Nikolett Szabo    | Dmytro Horobets   |
| 2019 | Michal Krizanek           | Oksana Orobets    | Abies Nosa        |
| 2020 | evento non svolto         | evento non svolto | evento non svolto |
| 2021 | Michal Krizanek           | Nataliia Toropova | Dmytro Horobets   |

## Arnold Classic South America IFBB Pro League
Generalmente l'Arnold Classic South America è sotto l'egida della IFBB Pro League, fatta eccezione per l'evento del 2018 che è stato organizzato dalla IFBB Elite Pro.

### Albo d'oro
| Anno | Men's Bodybuilding (Open) | Fitness Women     |
| ---- | ------------------------- | ----------------- |
| 2013 | Brandon Curry             | Ryall Graber      |
| 2014 | Steve Kuclo               | Bethany Wagner    |
| 2015 | Mamdouh Elssbiay          | Bethany Wagner    |
| 2016 | Kai Greene                | Marta Aguilar     |
| 2017 | Lukas Osladil             |                   |
| 2018 | Marcelo da Cruz           |                   |
| 2019 | Juan Morel                |                   |
| 2020 | evento non svolto         | evento non svolto |
| 2021 | evento non svolto         | evento non svolto |
| 2022 | Rafael Brandao            |                   |

## Arnold Classic Africa IFBB Elite Pro
Come per l'Arnold Classic Europe, anche per l'Arnold Classic Africa la separazione tra le due federazioni di culturismo ha fatto sì che dal 2018 (compreso) in poi gli unici atleti che possono prendere parte alla gara siano quelli della IFBB Elite Pro.

### Albo d'oro
| Anno | Men's Bodybuilding (Open) | Bodyfitness         | Women's Phisique  | Bikini Fitness       |
| ---- | ------------------------- | ------------------- | ----------------- | -------------------- |
| 2016 | Roelly Winklaar           | Odette de Winnaar   | Margita Zamolova  | Frida Paulsen Stern  |
| 2017 | Johnnie O.Jackson         | Regiane Da Silva    |                   |                      |
| 2018 | Tomas Kaspar              | Adela Ondrejovičová | Michaela Kohutova | Inge Daniela Moeller |
| 2019 | Michal Krizanek           | Adela Ondrejovičová | Michaela Kohutova | Shelby Neves         |
| 2020 | evento non svolto         | evento non svolto   | evento non svolto | evento non svolto    |

## Arnold Classic Asia IFBB Pro League
L'evento si è finora tenuto una sola volta nel 2016.

### Albo d'oro
| Anno | Men's Bodybuilding (Open) | Fitness       |
| ---- | ------------------------- | ------------- |
| 2016 | Justin Compton            | Tanji Johnson |